# Meredith Poindexter Gentry

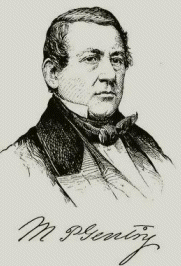
Meredith Poindexter Gentry

Meredith Poindexter Gentry (* 15. September 1809 im Rockingham County, North Carolina; † 2. November 1866 in Nashville, Tennessee) war ein US-amerikanischer Politiker. Zwischen 1839 und 1853 vertrat er zweimal den Bundesstaat Tennessee im US-Repräsentantenhaus.

## Werdegang
Im Jahr 1813 zog Meredith Gentry mit seinen Eltern in das Williamson County in Tennessee, wo er die öffentlichen Schulen besuchte. Nach einem anschließenden Jurastudium und seiner Zulassung als Rechtsanwalt begann er in Franklin in seinem neuen Beruf zu arbeiten. Gleichzeitig schlug er als Mitglied der  Whig Party eine politische Laufbahn ein. Zwischen 1835 und 1839 war er Abgeordneter im Repräsentantenhaus von Tennessee.
Bei den Kongresswahlen des Jahres 1838 wurde er im achten Wahlbezirk seines Staates in das US-Repräsentantenhaus in Washington, D.C. gewählt, wo er am 4. März 1839 die Nachfolge von Abram Poindexter Maury antrat. Nach einer Wiederwahl konnte er bis zum 3. März 1839 zwei Legislaturperioden im Kongress absolvieren. Diese waren von den Diskussionen und Streitereien zwischen seiner Partei und dem seit 1841 amtierenden Präsidenten John Tyler geprägt. Nach dem Tod seiner Frau verzichtete Gentry 1842 auf eine weitere Kandidatur. Zwei Jahre später wurde er erneut als Whig im siebten Distrikt von Tennessee in den Kongress gewählt. Nach drei Wiederwahlen konnte er dort bis zum 3. März 1853 vier weitere Legislaturperioden absolvieren. Diese waren bis 1848 von den Ereignissen des Mexikanisch-Amerikanischen Krieges bestimmt. Zwischen 1847 und 1849 war Gentry Vorsitzender des Indianerausschusses.
Im Jahr 1852 verzichtete er auf eine weitere Kongresskandidatur. 1855 kandidierte er erfolglos gegen den späteren Präsidenten Andrew Johnson für das Amt des Gouverneurs von Tennessee. Anschließend zog er sich bis 1861 auf seine Plantage in Tennessee zurück. In den Jahren 1862 und 1863 gehörte er dem Repräsentantenhaus des Konföderiertenkongresses an. Inwieweit er an dessen Sitzungen teilgenommen hat, ist in den Quellen umstritten. Im Jahr 1864 wurde er von Truppen der Union inhaftiert. Er wurde von Präsident Abraham Lincoln wegen Krankheit vorzeitig aus der Haft entlassen. Meredith Gentry starb am 2. November 1866 in Nashville, wo er auch beigesetzt wurde.